# (93102) Leroy
(93102) Leroy (2000 ST43) – planetoida z pasa głównego asteroid okrążająca Słońce w ciągu 3,57 lat w średniej odległości 2,34 j.a. Odkryta 27 września 2000 roku.